# ۴۷۵ (قمری)
۴۷۵ (قمری)، چهارصد و هفتاد و پنجمین سال در گاهشماری هجری قمری است. اول محرم این سال برابر با هفتم ژوئن سال ۱۰۸۲ میلادی است.

## وابسته
- قابوس‌نامه
- نظام‌الملک